# Realismo fenomenológico
El realismo fenomenológico es la corriente filosófica que, sobre la base de las Investigaciones Lógicas de Edmund Husserl (tomo I) y bajo la decisiva influencia inicial de su discípulo Adolf Reinach (1883-1917), inaugura una nueva forma de pensamiento y de investigación filosófica caracterizada por la atenta y escrupulosa mirada a lo real, esto es, por el atenimiento “a las cosas mismas”, según el lema husserliano; y ello como reacción al escepticismo, subjetivismo y relativismo de toda especie, imperantes en la filosofía a comienzos del siglo XX.
Para el realismo fenomenológico, la filosofía ha de estudiar ante todo las esencias objetivamente necesarias (notwendige Wesenheiten) y las conexiones aprióricas que se dan entre ellas. Según esto, su objeto propio y genuino ha de ser el descubrimiento, descripción y sistematización de hechos objetivamente necesarios radicados en esencias de idéntica índole, presentes en aquellos campos y ámbitos tradicionalmente investigados por la filosofía (la lógica, la metafísica, la ontología, la gnoseología, la ética, la estética, la teodicea, etcétera).
La filosofía deviene así para el Realismo fenomenológico en “ciencia estricta”, en saber apriórico, como lo son, por ejemplo, la Aritmética y la Geometría, teniendo en su base, como pilar fundamental, el concepto de a priori material. Esto hace que el realismo fenomenológico se presente en gran medida como perspectiva filosófica contrapuesta y alternativa al idealismo trascendental kantiano.
El Realismo fenomenológico no es tanto una doctrina o un sistema cerrado y acabado de filosofía, como un método de pensamiento e investigación filosóficos que pretende establecer las correspondientes tesis filosóficas con absoluta fidelidad a lo real dado, en cuanto que esto hállase integrado también por objetos y entidades ideales no reductibles a meros fenómenos empíricos espaciotemporales. En este sentido, el objetivismo y el racionalismo son también notas esenciales del Realismo fenomenológico.

## Reinach y el Círculo de Gotinga
Más que a Husserl (1859-1938), el Realismo fenomenológico tiene a Adolf Reinach como a su verdadero fundador. En efecto, a principios del siglo XX el filósofo Alexander Pfänder (1870-1941) dirigió la atención de Reinach y de otros discípulos de Theodor Lipps (1851-1914), filósofo y psicólogo, hacia las recientes Investigaciones Lógicas de Husserl. El estudio de esta obra les causó profunda huella, hasta el punto de que decidieron romper con el psicologismo representado por Lipps, trasladándose todos ellos a Gotinga, ciudad en cuya universidad enseñaba Husserl, por aquel entonces casi desconocido profesor universitario. Pronto se convencieron de que el método fenomenológico inaugurado por Husserl, con su imperativo de fidelidad a lo real, proporcionaba nuevas bases para la investigación filosófica, salvaguardándola del relativismo y del subjetivismo, que por aquel entonces imperaban en las investigaciones filosóficas.
Destacados miembros del Círculo de Gotinga fueron: Edith Stein (1891-1942), Theodor Conrad (1861-1969), Hans Lipps (1889-1941), Alexandre Koyré (1892-1964), Jean Hering (1860-1966), Dietrich von Hildebrand (1889-1977), Hedwig Martius (1888-1966), Roman Ingarden (1893-1970), Moritz Geiger (1880-1937) y el propio Max Scheler (1874-1928), los cuales tuvieron propiamente a Reinach y no a Husserl como su único verdadero maestro de filosofía fenomenológica. La razón principal de ello no ha de verse tan solo en la excelencia del magisterio de Reinach (muy querido y respetado por Husserl y de una claridad y profundidad de pensamiento realmente admirables), sino también en el hecho de que él no siguiera a Husserl en su tránsito intelectual hacia el idealismo, que éste hizo expreso en 1913 con la publicación de sus Ideas relativas a una fenomenología pura y una filosofía fenomenológica; y es que, en verdad, ese tránsito causó una profunda decepción entre los estudiantes que se habían reunido en Gotinga, seducidos por la crítica radical y definitiva del psicologismo, del escepticismo y del relativismo de toda índole que habían hallado en las Investigaciones lógicas.

## Realismo fenomenológico ya priorimaterial
La aportación más singular y significativa del Realismo fenomenológico al pensamiento filosófico es, tal vez, el descubrimiento del a priori material. Para Kant, como es sabido, el a priori, radicado en el sujeto trascendental, presenta un carácter formal y funcional, cuyo papel en el dinamismo cognoscitivo es ordenar y conformar el material bruto aportado por la sensación. Para Husserl y sus discípulos, en cambio, hablar de a priori es hacer referencia a una manera de ser, a un tipo de esencia inherente en las cosas mismas. El a priori deviene así, ante todo, en entidad objetiva, que el sujeto no pone ni saca de sí, sino que descubre en una clase especial de esencias, manifestadas a la conciencia con total autonomía e independencia.

### Esencias empíricas y esencias objetivamente necesarias
Las verdades a priori son, pues, verdades que se patentizan, que se descubren en las cosas mismas; no son, para el Realismo fenomenológico, verdades elaboradas, construidas por un sujeto trascendental. Ahora bien, no toda cosa, no toda esencia es susceptible de conocimiento sintético a priori; sólo un tipo especial de esencias, esencias autónomas, autoconsistentes, puede proporcionarlo, el resto sólo es susceptible de conocimiento empírico. El criterio de demarcación entre lo empírico y lo apriórico viene determinado así por la clase de esencia de que en cada caso se trate, por el ser-así (sic-esse) que cada una exhiba, y no por la aplicación de estructuras trascendentales a datos de la sensación. Esencias tales como las de agua, mesa, metal, calor, oro, cuervo, etcétera, son base exclusivamente para un conocimiento empírico, por tanto, para un conocimiento fáctico, contingente, espaciotemporal, más o menos particular y meramente probable. Al conocimiento de estas esencias y al establecimiento de las verdades correspondientes llegamos por observación de casos individuales y por inducción a partir de ellos de verdades más o menos generales, que en ningún caso son necesarias ni inteligibles en sentido estricto. Estas esencias (denominadas por Hildebrand tipos genuinos o esencias morfológicas) mantienen una relación contingente y de absoluta dependencia con respecto a las correspondientes existencias. Tales esencias, en efecto, carecerían de sentido, de entidad, si no se diesen efectivamente en la realidad fáctica ejemplares existentes que las realizasen. ¿Qué sentido tendría hablar de la esencia agua, de la esencia león, de la esencia árbol o de la esencia mesa si no hubiera en la realidad espaciotemporal, respectivamente, casos concretos de agua, de león, de árbol y de mesa? Son así éstas esencias meramente contingentes, soportadas y mantenidas en el ser por las respectivas existencias fácticas.
Aparte de estas esencias (fuente del conocimiento empírico), hemos de contar con otra clase especial de ellas donde hacer arraigar las verdades sintéticas a priori. Han de ser esencias necesarias, plenamente inteligibles y que provean al sujeto cognoscente de certeza absoluta. Estas esencias se hallan, ante todo, en el campo de la Aritmética y de la Geometría. Ejemplos de ellas (aludidas muy frecuentemente por los filósofos) son la esencia de triángulo, de línea recta, de unidad, entre otras. Se hallan también en el dominio de la Física teórica, en el que hablamos, por ejemplo, de la esencia cambio, de la esencia movimiento, de la esencia fuerza, etcétera. Pero también se hallan, a juicio de los fenomenólogos, en campos tradicionalmente estudiados por la filosofía, como, por ejemplo, la Metafísica, la Ética, la Teoría del conocimiento, la Lógica, la Estética, la Teología, etcétera. En esos campos hablamos, en efecto, de esencias tales como la de ser, de verdad, de conocimiento, de proposición, de clase, de valor moral, de persona, de voluntad, de moralidad, de libertad, de amor, de belleza, de Dios, entre otras. Y en esas esencias se dan estados de cosas que son base de respectivas verdades sintéticas a priori, como, por ejemplo, “el ser y el no-ser se excluyen mutuamente”, “la verdad es intemporal”, “la certeza es propiedad esencial del conocimiento”, “el valor moral presupone libertad”, “los valores morales sólo pueden darse en seres personales”, “el querer implica cierto conocimiento de lo querido”, “el amor implica deseo de unión con lo amado”, “Dios existe necesariamente”, etcétera. La tarea principal de la filosofía ha de consistir, precisamente, a juicio de los fenomenólogos, en descubrir, describir y sistematizar estados de cosas radicados en este tipo de esencias, cuya peculiaridad más relevante es la de ser esencias objetivamente necesarias, esencias que se imponen al conocimiento de forma autónoma, con total independencia tanto del sujeto cognoscente como de la dimensión fáctica existencial en la que de hecho pueden estar realizadas.

### Intuición intelectual y esencias objetivamente necesarias
Estas esencias son, pues, necesarias (notwendige Wesenheiten, las llaman los fenomenólogos del Círculo de Gotinga), plenamente inteligibles y de cuyo conocimiento podemos alcanzar una certeza absoluta. Son esencias trascendentes, que no resultan, por tanto, de la actividad constituyente del sujeto cognoscente. El acceso cognoscitivo a ellas y a los respectivos estados de cosas (igualmente necesarios) no es a través de observación e inducción, sino mediante un especial acto de conocimiento, denominado intuición intelectual o eidética, un tipo de intuición esencialmente diferente de la intuición empírica. Si ésta recae sobre el hecho individual sensible, externo o interno, contingente y espaciotemporalmente determinado, aquella tiene por objeto la esencia necesaria, aespaciotemporal y estrictamente universal. Conocer algo de estas esencias sólo es posible con el auxilio de esta intuición, que nos permite acceder a ellas en su mismidad y plenitud. Mediante intuición eidética o intelectual conocemos, por ejemplo, que el ser nunca puede darse en conjunción con el no-ser, que la moralidad, por ser lo que es, implica siempre libertad y un ser personal, que en la esencia, en el eidos mismo del querer se halla involucrado siempre un cierto conocimiento de lo querido, etcétera. Estas verdades son objetivamente necesarias como lo son las esencias respectivas. La facticidad, la contingencia y la variabilidad del mundo espaciotemporal en nada les afectan. Este mundo real de existentes concretos podría ser muy diferente del que es; empero, esas esencias y los hechos en ellas radicados seguirían siendo exactamente lo que ahora son desde nuestra perspectiva empírica, espaciotemporal. En este tipo de entidades, pues, la esencia prima sobre la existencia, justo lo contrario que acontecía con las esencias anteriores, esencias genuinamente empíricas.

### Intuición empírica, base psicológica de la intuición intelectual
No obstante, la intuición empírica es necesaria, requisito imprescindible para la intuición eidética. Sin aquella, ésta no podría hacernos conocer esencias y estados de cosas objetivamente necesarios. En efecto, sin la aprehensión empírica (sea sensible o imaginativa) de un cierto triángulo rectángulo, por ejemplo, yo no podría acceder a lo que es en sí el triángulo rectángulo, a su esencia necesaria, ni a los hechos igualmente necesarios radicados en ella de que la suma de sus tres ángulos vale dos rectos, de que su lado mayor se opone siempre al ángulo mayor o de que el tamaño no es una de sus propiedades esenciales. No es que yo necesite de la observación reiterada de muchos triángulos rectángulos concretos para generalizar o inducir a partir de ellos el triángulo rectángulo general y sus correspondientes hechos o estados de cosas. Sólo necesitó examinar un caso concreto, sólo uno, para ver, intuir encarnado en él la especie, la esencia triángulo rectángulo, visión, intuición, que ahora presenta una índole no empírica, no sensible, sino intelectual, eidética. Así, cuando tengo ante mí un triángulo rectángulo individual, concreto, espaciotemporalmente determinado, tengo también al mismo tiempo un triángulo por completo diferente, que capto también de forma muy distinta, intelectualmente, racionalmente y no sensiblemente, como el anterior. Y lo que sé de este nuevo triángulo, lo sé de forma muy diferente a lo que sé del anterior: lo sé necesariamente, con plena inteligibilidad, con absoluta certeza, lo sé de una vez para siempre, con total seguridad de que en lo sabido nunca nadie podrá rebatirme. La intuición empírica es, pues, requisito psicológico de la intuición intelectual y del conocimiento de las verdades eidéticas, pero éstas no hallan su fundamento de validez lógica en aquella, sino en las correspondientes esencias objetivamente necesarias.

### La filosofía como ciencia estricta y apriórica
La base, la condición de posibilidad de las verdades sintéticas a priori la constituyen, pues, para Husserl y sus discípulos las esencias objetivamente necesarias, esencias de las que se ocupan en sus respectivas investigaciones, por ejemplo, tanto el geómetra y el aritmético como el metafísico, el lógico o el axiólogo. Unos y otros hacen progresar sus respectivas disciplinas descubriendo y describiendo nuevos hechos o estados de cosas objetivamente necesarios, radicados en ellas. Las ciencias que versan acerca de estas esencias son ciencias aprióricas, cuyo estatuto epistemológico es radicalmente diferente del de las ciencias empíricas. La filosofía, con sus diversas disciplinas, puede así convertirse en ciencia estricta a condición de que se oriente a la investigación y sistematización de un tipo especial de esencias objetivamente necesarias, las esencias filosóficas, de las que se han ocupado tradicionalmente los filósofos más insignes del pasado y del presente. La filosofía, pues, ha de devenir resueltamente en un saber a priori, asentado en el sólido, en el consistente suelo de esencias necesarias de índole metafísica, epistemológica, lógica, ética, estética, ontológica, teológica, etcétera.
Con este planteamiento, como vemos, el ámbito del conocimiento sintético a priori se ensancha considerablemente. Ya no es posible sólo en la Geometría, en la Aritmética y en la Lógica, sino también en amplios dominios de la filosofía y en investigaciones teóricas sobre aspectos concretos de la realidad como, por ejemplo, la Acústica y la Cromática  [↓A].

### Criterio de identificación de las esencias objetivamente necesarias
Por último, es preciso subrayar que no existe un criterio externo de identificación de las esencias objetivamente necesarias, esencias susceptibles de conocimiento sintético a priori. En efecto, el criterio en cuestión viene dado inmanentemente con la esencia misma. Sólo la atenta y minuciosa consideración de los objetos basta para saber si poseen o no una esencia de este tipo. La evidencia, la claridad y distinción con que estas esencias han de presentarse a la intuición intelectual es aval suficiente para reconocerlas como tales. Desde luego, en esta tarea identificativa cabe el error, pero para evitarlo, no es necesario aplicar pauta o regla alguna extrínseca y anterior a la dación misma de la esencia; si ésta es objetivamente necesaria, tal carácter ha de hacerse presente por sí mismo a la atenta mirada intelectual del cognoscente.

## El Realismo fenomenológico hoy

### Josef Seifert y la Academia Internacional de Filosofía
Los desarrollos actuales de esta corriente filosófica siguen estrechamente las aportaciones llevadas a cabo por los miembros del Círculo de Gotinga. Merece destacar ante todo la figura de Josef Seifert (Austria, 1945), quien considera al Realismo fenomenológico como la corriente de Fenomenología más genuina y representativa de este movimiento filosófico. Las palabras del propio Seifert a este respecto son categóricas:

«Los partidarios de la “fenomenología realista” no son sólo una interesante “sub-especie” en el más amplio movimiento fenomenológico. Antes bien, espero mostrar que constituyen con mucho la parte más importante de este movimiento, a la que debemos el redescubrimiento, que hace época, de la metafísica clásica en nuestro siglo y el primer intento filosófico realmente satisfactorio de aceptar los retos de la filosofía moderna y, con ayuda de un riguroso método filosófico, superar radicalmente algunos errores de los filósofos modernos más influyentes: sobre todo el subjetivismo y el antropocentrismo modernos »  [↓B]

.
Fundador y rector de la International Academy of Philosophy, con sede primero en Irving, Texas (1980), posteriormente en Liechtenstein (1986), ubicándose en la actualidad en un nuevo campus en la Pontificia Universidad Católica de Chile  [↓C], Josef Seifert ha promovido desde ella interesantísimas investigaciones en los campos de la Metafísica, la Epistemología, la Antropología filosófica y la Ontología de la persona. Es también fundador y editor de la Revista Internacional Aletheia y de diversas series de publicaciones filosóficas, entre las que destaca Studies in Phenomenological and Classical Realism junto a Giovanni Reale.
Seifert se ha impuesto como tarea prioritaria proseguir y ampliar la obra de los fenomenólogos realistas de la primera hora. Sus contribuciones al Realismo fenomenológico se mueven principalmente en el ámbito de la Ontología y la Teología filosófica. Su empeño se ha visto ya realizado en un libro de carácter global y sistemático, que muy bien puede considerarse como su summa primae philosophiae de esta escuela de pensamiento. Se trata, en efecto, de su obra en lengua italiana Essere e persona (1989). Si a este libro sumamos los de Sein und Wesen (1996) y Gott als Gottesbeweis (1996/2000), nos hallamos sin duda ante el intento más completo llevado a cabo hasta ahora de integrar bajo la guía del Realismo fenomenológico los descubrimientos básicos de la Ontología platónico-agustiniana con los logros de la Metafísica de orientación aristotélico-tomista.
Essere e persona: verso una fondazione fenomenologica di una metafisica classica e personalistica pretende, reinterpretando en sentido auténticamente realista y objetivista el principio husserliano de “a las cosas mismas”, hacer de la metafísica clásica una ciencia del ser en cuanto persona, abierto radicalmente a la trascendencia y a la infinitud, esto es, a la divinidad, cuya existencia se hace patente para el humano entendimiento a partir de la constatación del carácter ininventable de su esencia (referencia clara y directa al argumento ontológico, que vertebra de principio a fin la obra toda de Seifert).
Por su parte, Sein und Wesen ofrece un análisis extraordinariamente iluminador de los diversos sentidos de esencia y existencia, así como de las distintas relaciones que cabe concebir entre estos dos principios constitutivos del ente. Este esclarecimiento tiene como finalidad llevar a una síntesis orgánica las adquisiciones filosóficas básicas del aristotelismo y las del platonismo.
A su vez, Gott als Gottesbeweis, que en cierto sentido representa una continuación del anterior, es una defensa de la prueba ontológica de la existencia de Dios, defensa cuyo sentido y alcance se constata claramente en el siguiente texto de la obra:

«La existencia real no se funda objetivamente en ninguna otra esencia: en ninguna isla perfecta, en ningún cuerpo perfecto, en ningún espíritu finito sumamente perfecto, sino exclusivamente en Dios. Así, en la medida en que captamos, aun cuando sólo sea en una comprensión imperfecta (en una apprehensio), lo que Dios es, conocemos que Dios es: “Si Dios es Dios”, según lo expresa Buenaventura, entonces “Dios existe” (Si Deus Deus est, Deus est). Esta frase podemos traducirla ahora, al término de nuestra investigación, de este modo: “Puesto que Dios es Dios, Dios existe”.
Y precisamente esto es así única y exclusivamente en el caso de Dios, y por ello sólo en este único caso es posible conocer la existencia real mediante una intuición de la esencia: no mediante un truco de prestidigitación lógicamente insostenible que hiciera nacer como por ensalmo la existencia real de Dios a partir de la creación de un concepto o de una idea subjetiva, sino mediante una necesidad esencial objetiva y que sólo se halla presente en la única esencia divina, que se presenta con evidencia a nuestro espíritu en su verdad no inventable, suprema y fundada en las cosas mismas.
De esta manera, el argumento ontológico puede reducirse a su fórmula más breve, empleada también en el título de este libro:  Gott als Gottesbeweis!  (Dios como prueba de Dios) »  [↓D]

.

### Otros representantes
La obra de Seifert y de la Academia Internacional de Filosofía ha ejercido una notable influencia sobre numerosos pensadores europeos y americanos en los últimos años. Entre estos pensadores podemos mencionar a Fritz Wenisch (Austria, 1944), quien, seguidor estrecho no sólo de Seifert sino también de Hildebrand y del discípulo y amigo de éste Balduin Schwarz (1902-1993), lleva a cabo sus aportaciones más originales en los campos de la epistemología, la ética y la filosofía de la religión. Merecen destacarse a este respecto dos interesantes publicaciones: Die Objektivität der Werte (1971) y Die Philosophie und ihre Methode (1976)  [↓E].

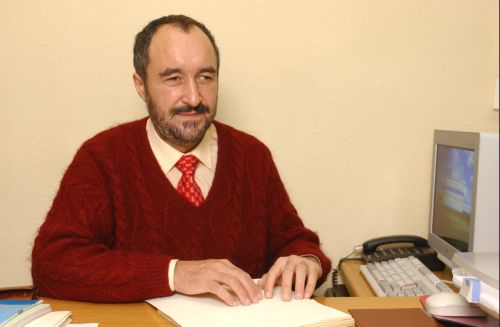
Ismael Martínez-Liébana (Zamora, 1958). Destacado representante actual del Realismo fenomenológico, ha hecho interesantes aportaciones en el campo de la fenomenología de la percepción táctil y en el de la teología filosófica.

A su vez, John Crosby (Washington, 1944), asiduo colaborador de la revista Aletheia y de la International Academy of Philosophy, ha estudiado con profusión el pensamiento y la obra de Reinach, y de Hildebrand, traduciendo al inglés numerosas publicaciones de Hildebrand, Reinach, Conrad-Martius y Edith Stein. Sus investigaciones fenomenológicas más relevantes se mueven principalmente en los ámbitos de la Ética, la Axiología, la Epistemología y la Ontología de la persona.
Representantes actuales del Realismo fenomenológico en España son, entre otros, Miguel García Baró (Madrid, 1953) quien, estudioso del pensamiento de Husserl, Reinach y Edith Stein, ha hecho valiosas contribuciones fenomenológicas en los dominios de la epistemología, la metafísica, la filosofía de la lógica y la filosofía de la religión. A su vez, Rogelio Rovira Madrid, estrecho colaborador de Josef Seifert y de la International Academy of Philosophy, ha reflexionado brillantemente sobre la relación existente entre Metafísica y Argumento Ontológico de la existencia de Dios, al igual que Ismael Martínez-Liébana (Zamora, 1958), que ha puesto de relieve algunos supuestos metafísicos esenciales subyacentes en la célebre prueba anselmiana.